# Драгомир Ненов
Драгомир Ненов е български диригент, композитор и общественик.

## Биография
Роден е на 12 декември 1927 г. във Варна. Завършва дирижиране при проф. Влади Симеонов и композиция при проф. Панчо Владигеров и проф. Парашкев Хаджиев в Музикалната академия в София. Специализира при маестро Франко Ферара в Рим. След завръщането си в България работи като хормайстор в Държавния музикален театър. От 1950 до 1956 г. е ръководител на Кукления театър в София. През 1956 – 1959 г. е диригент на Плевенската филхармония. След това в продължение на 20 години ръководи оркестър „Симфониета“ при Българско национално радио. Диригент е на оперите във Варна и Пловдив. През 1963 – 1978 г. е хоноруван преподавател в Музикалната академия. От 1993 до 1998 г. е председател на Съюза на музикалните и танцови дейци в България. Гостува като диригент в Австрия, Германия, Испания, Италия, Полша, Румъния, Турция, Швейцария. Почива на 19 май 2016 г.

## Творчество
Създава произведения за оркестър, за вокална и камерна музика, песни за детски, смесен и женски хор, детска оперета. Автор е на книгите:
- „Проблеми на самодейните оркестри“
- „Един диригент за операта“

## Отличия и награди
- Почетен гражданин на Добрич
- Почетен гражданин на Пиза
- Награда на Министерство на културата на Беларус
- Орден „Св. Кирил Туровский“
- Академик на Българска академия на науките и изкуствата (2013)
- Носител на орден „Св. св. Кирил и Методий“ I степен, връчен му от президента на Р. България Росен Плевнелиев през 2013 г.